# Cantone di Carentan
Il Cantone di Carentan è una divisione amministrativa dell'arrondissement di Cherbourg, dell'arrondissement di Coutances e dell'arrondissement di Saint-Lô.
A seguito della riforma approvata con decreto del 25 febbraio 2014, che ha avuto attuazione dopo le elezioni dipartimentali del 2015, è passato da 14 a 43 comuni.

## Composizione
I 14 comuni facenti parte prima della riforma del 2014 erano:
- Auvers
- Auxais
- Brévands
- Carentan
- Catz
- Méautis
- Raids
- Saint-André-de-Bohon
- Saint-Côme-du-Mont
- Sainteny
- Saint-Georges-de-Bohon
- Saint-Hilaire-Petitville
- Saint-Pellerin
- Les Veys

Dal 2015 i comuni appartenenti al cantone sono i seguenti 43:
- Amfreville
- Angoville-au-Plain
- Appeville
- Audouville-la-Hubert
- Auvers
- Baupte
- Beuzeville-au-Plain
- Beuzeville-la-Bastille
- Blosville
- Boutteville
- Brévands
- Brucheville
- Carentan
- Carquebut
- Catz
- Chef-du-Pont
- Cretteville
- Écoquenéauville
- Foucarville
- Gourbesville
- Hiesville
- Houesville
- Houtteville
- Liesville-sur-Douve
- Méautis
- Neuville-au-Plain
- Picauville
- Ravenoville
- Saint-André-de-Bohon
- Saint-Côme-du-Mont
- Saint-Georges-de-Bohon
- Saint-Germain-de-Varreville
- Saint-Hilaire-Petitville
- Saint-Martin-de-Varreville
- Saint-Pellerin
- Sainte-Marie-du-Mont
- Sainte-Mère-Église
- Sainteny
- Sébeville
- Turqueville
- Les Veys
- Vierville
- Vindefontaine